# Zebrias fasciatus
Zebrias fasciatus is een straalvinnige vissensoort uit de familie van eigenlijke tongen (Soleidae). De wetenschappelijke naam van de soort is voor het eerst geldig gepubliceerd in 1855 door Basilewsky.